# Jinsei Shinzaki
Kensuke Shinzaki (新崎 健介 Shinzaki Kensuke?) (2 de diciembre de 1966) es un luchador profesional japonés, más conocido por sus nombres artísticos Jinsei Shinzaki y Hakushi. Shinzaki es famoso por su trabajo en World Wrestling Federation y Michinoku Pro Wrestling, empresa de la que es actual director y en la que es reconocido como uno de los miembros más icónicos.

## Vida personal
Shinzaki no es una persona especialmente religiosa, pero ha realizado varias peregrinaciones al santuario budista de Shikoku para ir más acorde con su personaje.
El 9 de marzo de 2010, Shinzaki abrió un restaurante de ramen en Izumi-ku, Sendai, llamado Tokushima Ramen Jinsei. Aunque debido a su éxito Kensuke había abierto otra sucursal y estaba considerado su expansión en cadena, su actividad se interrumpió por el terremoto de Japón de 2011, que destruyó los restaurantes y la casa de Shinzaki. Shinzaki se vio forzado a vivir en su coche durante un tiempo después del incidente, aunque mantuvo el negocio activo para alimentar a los supervivientes del desastre.

## Carrera
Durante su juventud, Kensuke fue miembro del club de lucha amateur de la universidad de Tokushima, siendo compañero de Takashi Otsuka. Shinzaki tenía la intención de ser actor y fue acogido en la Japan Action Enterprise, donde conoció a Bunta Sugawara; sin embargo, después de que este le presentara al luchador profesional Gran Hamada, Shinzaki vio despertar su interés por el puroresu y fue tomado por Hamada como su aprendiz.

### Universal Lucha Libre (1993)
Shinzaki debutó en la lucha libre profesional en enero de 1993 en la empresa Universal Lucha Libre, dirigida por Hamada. Su primer gimmick fue el de Mongolian Yuga, un luchador enmascarado de supuesto origen mongol. Después de algunos combates sin mucha relevancia, Shinzaki se unió a The Great Sasuke para formar Michinoku Pro Wrestling.

### Michinoku Pro Wrestling (1992-1994)

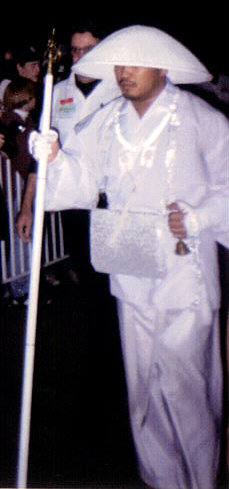
Shinzaki en 1995, caracterizado con su vestimenta de entrada habitual: túnica blanca (oizuru), sombrero amplio (suge-kasa) y báculo (shakujo).

A finales de 1992, Kensuke comenzó a aparecer en Michinoku Pro Wrestling bajo el nombre de Mongolian Yuga, pero al poco tiempo cambió su nombre al de Jinsei Shinzaki (新崎人生 Shinzaki Jinsei?), siendo Jinsei la palabra japonesa para vida y Shinzaki su apellido real. El gimmick de Shinzaki era el de un peregrino budista japonés, haciendo su entrada ataviado con túnica y sombrero blancos y báculo, y ocasionalmente con un kongō-zue. Jinsei, un personaje silencioso y amenazador, pero a la vez sereno e imperturbable en el ring, era el único peso pesado de MPW, pero no por ello era incapaz de realizar movimientos ágiles, y su ofensiva lenta y meditada, combinada con su gran resistencia al dolor, le convirtió en uno de los principales luchadores de la empresa. Shinzaki comenzó heel y, aliándose con Super Delfín & Gran Naniwa, inició una rivalidad de años de duración con The Great Sasuke, en ese momento secundado por TAKA Michinoku & SATO. Sin embargo, pronto se volvió face debido a que su gimmick, demasiado diferente de los heels típicos, ejercía una gran fascinación sobre el público, y siguió con esta alineación el resto de su carrera en Japón, ganando gran popularidad.
En 1994, después de que la empresa estadounidense World Wrestling Federation realizase un tour en Japón y contactase con MPW para establecerse, Shinzaki luchó varios combates para ella, uno de los cuales ante The Undertaker. Durante uno de los combates de tour, Shinzaki impresionó a la audiencia presentándose con hileras de sutras budistas escritos sobre toda su piel, de modo similar al personaje de la mitología japonesa Hoichi el Desorejado. Esta imagen impresionó a los de la WWF, quienes extendieron un contrato hacia Shinzaki. Al día siguiente, cuando se hubo revelado su marcha, Jinsei habló por primera vez, declarando que su peregrinación le conducía hacia ese país, pero que su corazón se hallaría siempre en Tohoku.

### World Wrestling Federation (1994-1996)
Shinzaki debutó en la WWF bajo el nombre Hakushi (白使 Hakushi?, alt. Muerte Blanca o Maestro Blanco). Iniciando sus apariciones contra jobbers como The 1-2-3 Kid y Aldo Montoya, la exótica apariencia de Hakushi le convirtió en uno de los luchadores más llamativos de la época, revelándose como un heel japonés de sorprendente habilidad en el ring y cuyo estilo de lucha -lucharesu- resultaba nunca antes visto en la WWF. Hakushi, quien recibió un mánager también japonés llamado Shinja, entró en un corto feudo con Bret Hart, antes de enfrentarse en una rivalidad a tres bandas con Barry Horowitz y Skip. Ahora como face, Hakushi participó en Royal Rumble, en el que fue eliminado por Owen Hart, el hermano de Bret. Más tarde participaría en Survivor Series como parte del equipo The Underdogs (Marty Jannetty, Barry Horowitz & Bob Holly), que sería derrotado por The Bodydonnas (Skip, Rad Radford, Tom Prichard y The 1-2-3 Kid).
Al año siguiente, Hakushi volvió a competir en Royal Rumble, siendo eliminado de nuevo por Owen Hart. Posteriormente, Hakushi y Horowitz participaron en un torneo por los Campeonatos en Parejas, pero fueron eliminados en los cuartos de final por Owen Hart & British Bulldog. Días después, Hakushi tendría un combate por el Campeonato Intercontinental ante Goldust, siendo derrotado después de una intervención de Marlena. Poco después, Shinzaki fue liberado de su contrato y volvió a Japón.

### Frontier Martial-Arts Wrestling (1997-1998)
En abril de 1997, Shinzaki fue contratado por Frontier Martial-Arts Wrestling, donde comenzó a hacer equipo con Hayabusa para enfrentarse a Mr. Gannosuke & Hisakatsu Oya, importantes heels de la empresa. Hayabusa y Jinsei compitieron durante el resto de 1998, hasta que Shinzaki dejó FMW para ir a AJPW.

### All Japan Pro Wrestling (1998-2002)

Shinzaki orando en su ritual de entrada.

En verano de 1997, Shinzaki hizo una aparición sorpresa en All Japan Pro Wrestling, entrando en la arena y realizando una oración ante su director Giant Baba. Jinsei compitió esporádicamente en AJPW hasta su salida de FMW a mediados de 1998, empezando a luchar a tiempo completo para la compañía de Baba. Shinzaki, que poseía una amistad real con Kenta Kobashi y Mitsuharu Misawa, compitió innumerables veces con ellos en memorables luchas por equipos al lado de Kobashi.
En febrero de 1999, su antiguo aliado Hayabusa apareció en AJPW e hizo equipo con él para derrotar a Jun Izumida & Tamon Honda para ganar los All Asia Tag Team Championship. Además, Jinsei compitió individualmente en el Champion Carnival 1999, pero no consiguió tanto éxito como en su equipo con Hayabusa. Meses después, Shinzaki y su compañero fueron derrotados por Takao Omori & Yoshihiro Takayama en un combate por el título, tras lo que Hayabusa y Shinzaki tomaron carreras separadas.
Ahora en solitario, Shinzaki consiguió numerosas victorias los meses siguientes. Posteriormente, Jinsei apareció sólo de cuando en cuando para AJPW, hasta que en 2004 cesó su trabajo en la empresa. En uno de sus últimos combates, Shinzaki hizo equipo con The Mask of Tiger bajo el nombre y la máscara de Mr. Nihon Kamikaze (ミスター日本カミカゼ Misutā Nippon Kamikaze?), otro personaje del anime Tiger Mask, para derrotar a La Parka & Parka Guerrera.

### New Japan Pro Wrestling (2001)
El 18 de febrero de 2001, en New Japan Pro Wrestling, un misterioso personaje con una máscara blanca irrumpió en el combate entre Keiji Mutō y Kazunari Murakami para distraer al segundo y causar su derrota. Tras la lucha, el enmascarado resultó ser Shinzaki, quien estrechó la mano de Muto y fue introducido por éste como el nuevo miembro de su stable Bad Ass Translate Trading (BATT), junto con Taiyo Kea, Hiroshi Hase y Don Frye. BATT se hallaba en mitad de un feudo con la facción de Masahiro Chono, Team 2000, y Shinzaki compitió a ellos al lado de Muto y los demás. Él y Kea recibieron una oportunidad ante Hiroyoshi Tenzan & Satoshi Kojima por el IWGP Tag Team Championship, pero no fueron victoriosos. Poco después, sin embargo, BATT consiguió una pequeña venganza contra Team 2000 a manos de Hakushi y Kokushi Muso, quien no era otro que Mutō bajo un gimmick similar al de Hakushi. El dúo derrotó a Masahiro Chono & Mike Barton, Hiro Saito & Tatsutoshi Goto y AKIRA & Giant Silva, todos miembros de T2000. Esa fue la última aparición de Shinzaki en NJPW.

### Retorno a Michinoku Pro Wrestling (2001-2011)

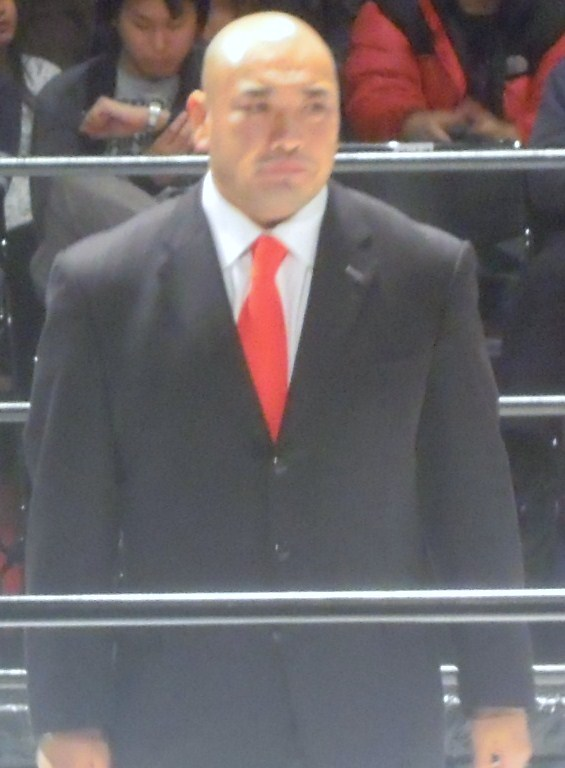
Shinzaki como director de Michinoku Pro en 2010.

Kensuke retornó a Michinoku Pro Wrestling en 2001, tomando el puesto de director de la empresa. Michinoku Pro atravesaba una crisis en esa época, por lo que Shinzaki tomó acciones para rejuvenecer la promoción, abriéndose a otras empresas y realizando intercambios de talentos. Debido a ello, sus apariciones en MPW fueron esporádicas los años siguientes, sin competir en ningún torneo de importancia hasta 2002, donde hizo equipo con su aprendiz Kazuya Yuasa para competir en la Futaritabi Tag Team League, que fue finalmente ganada por Curry Man & Hayashi Rice Man. Un año después Shinzaki, bajo una máscara y con el nombre de Saburo Shikokuemon (死国衛門三郎 Shikokuemon Saburo?), participó en la Fukumen World League, pero no logró ganar.
Más tarde, en 2004, gracias a la llegada a MPW de miembros de Toryumon X, Shinzaki obtuvo un asistente llamado Shinjitsu Nohashi, con el que compitió en la Futaritabi Tag Team League. Jinsei y Nohashi continuaron haciendo equipo durante los meses siguientes, aliándose con The Great Sasuke, Shanao, Kei Sato y Shu Sato para combatir al grupo heel Los Salseros Japóneses (Takeshi Minamino, Pineapple Hanai & Mango Fukuda). Posteriormente, Shinzaki hizo equipo con Último Dragón para ganar el MPW Tohoku Tag Team Championship ante Kesen Numajiro & Kazuya Yuasa y HAYATE & Great Sasuke. Dragón y él conservarían el campeonato durante meses, antes de perderlo ante Katsuhiko Nakajima & Kensuke Sasaki.
En 2005 Sasuke, Shinzaki & Kesen Numajiro derrotarían a Minamino y su grupo para ganar la Michinoku Trios League, pero Numajiro les traicionó y se unió a los Salseros poco después. Shinzaki & Nohashi competirían en la siguiente edición de la Futaritabi Tag Team League, pero no consiguieron la victoria.
Además de sus tareas en la dirección de MPW, Shinzaki fundó en 2003 la promoción femenina Sendai Girls' Pro Wrestling al lado de la veterana Meiko Satomura. Kensuke dirigiría la empresa con ella hasta julio de 2011, cuando se retiró de ella para continuar con Michinoku Pro.

### Wrestling Marvelous Future (2002-2003)
En 2002, Shinzaki comenzó a aparecer en la siguiente encarnación de Frontier Martial-Arts Wrestling, Wrestling Marvelous Future, así como en Fighting of World Japan, que también había sido creada de las cenizas de FMW. Allí, Jinsei & Shiro Koshinaka compitieron en un torneo por el WMG Tag Team Championship, pero fueron derrotados en la final por Genichiro Tenryu & Riki Choshu.

### HUSTLE (2004-2005)
En septiembre de 2004, se mostró en HUSTLE un misterioso vídeo en el que The Great Sasuke descubría que la tumba de Hakushi, quien estaba (kayfabe) muerto desde su combate con The Undertaker muchos años atrás, había sido abierta, y el ataúd había desaparecido. Poco después, se reveló que Hakushi había sido revivido y mentalmente controlado por Generalissimo Takada para convertirlo en uno de sus fieles, y la misma noche, durante un combate entre Sasuke y Giant Silva, Hakushi intervino para causar la derrota de Sasuke. Dos meses más tarde, Hakushi volvió a aparecer en HUSTLE, siendo puesto en un equipo con Russian 54 y HUSTLE RIKISHI para enfrentarse a Judo O, pero perdieron cuando RIKISHI se volvió contra ellos. Hakushi realizó un par de apariciones más en HUSTLE, antes de desaparecer de la empresa.

### Chikara (2011)
En abril de 2011, Shinzaki apareció con Great Sasuke y Dick Togo en Chikara para representar a Michinoku Pro Wrestling en el King Of Trios 2011. El trío derrotó a Team Minnesota (The 1-2-3 Kid, Arik Cannon & Darin Corbin) y a Jigsaw, Manami Toyota & Mike Quackenbush, antes de ser derrotado en la final por Team F.I.S.T. (Chuck Taylor, Icarus & Johnny Gargano).

## En lucha

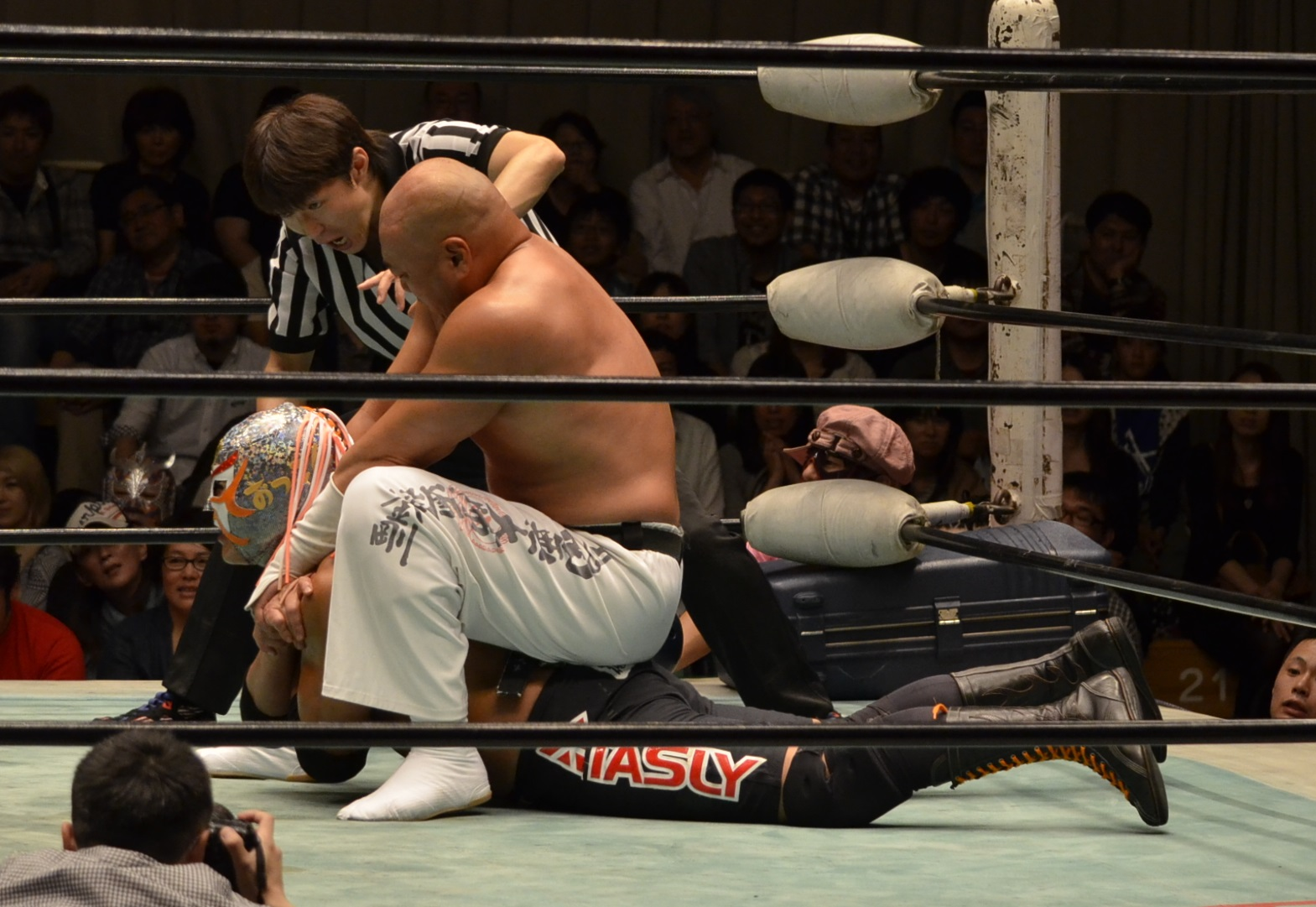
Shinzaki realizando el Gokuraku-Gatame a The Great Sasuke.

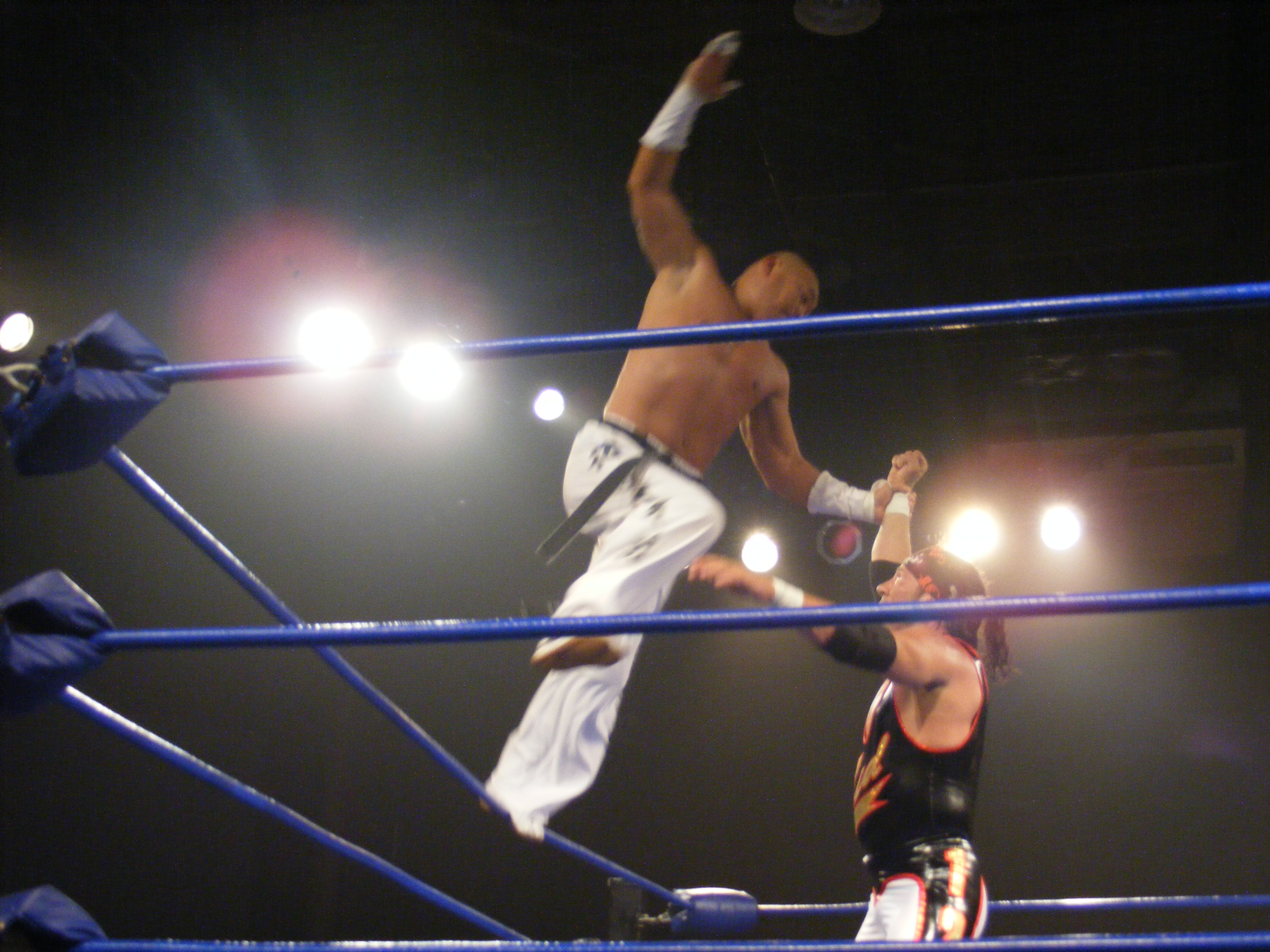
Shinzaki realizando el Ogami Watari en 1-2-3 Kid.

- Movimientos finales
  - Gokuraku-Gatame[1][3] (Straigh jacket camel clutch)[n. 1] - 1985-presente
  - Koya Otoshi[1][3] (Crucifix powerbomb precedido de una oración)[n. 2] - 1985-presente
  - Nenbutsu Bomb[3] (Standing powerbomb precedido de una oración)[1][2][n. 3] - 1985-presente
- Movimientos de firma
  - Backhand chop
  - Big boot
  - Cartwheel back elbow smash a un oponente arrinconado[1]
  - Cartwheel over the top rope suicide moonsault[6]
  - Chokeslam[7]
  - Diving corner-to-corner dropkick
  - Diving shoulder block precedido de una oración[1][3]
  - Dropkick,[6] a veces desde una posición elevada
  - Handstand knee drop
  - High-angle corner slingshot splash[6]
  - High-angle senton bomb
  - Hurricanrana
  - Jigoku Tsuki[8] (Throat thrust)[n. 4]
  - Kneeling over the shoulder belly to back piledriver
  - Leg trap powerbomb
  - Mandala Hineri[3] (Outward dragon screw)[n. 5]
  - Military press slam con burlas
  - Muken[8] (Delayed bridging northern lights suplex)[n. 6]
  - Nenbutsu Headbutt[8] (Diving headbutt drop precedido de una oración)[1][2][3]
  - Nerve clawhold[6]
  - Ogami Quebrada[8] (Second rope springboard moonsault precedido de una oración, a veces hacia fuera del ring)
  - Ogami Watari[1][3] (Arm twist ropewalk chop realizando una oración)[n. 7]
  - Overhead kick seguido de kip-up
  - Rinne[8] (Backflip kick)[n. 8]
  - Running lariat
  - Running seated senton al pecho de un oponente sentado en el rincón[6]
  - Running senton, a veces desde una posición elevada
  - Shoulder block
  - Spinning side slam
  - Springboard derivado en splash, shoulder block, knee drop o plancha
  - Standing moonsault[1]
  - Superkick[6]
  - Tilt-a-whirl backbreaker
  - Vertical suplex
- Mánagers
  - Shinja
- Apodos
  - "The White Angel"[1]

## Campeonatos y logros
- All Japan Pro Wrestling

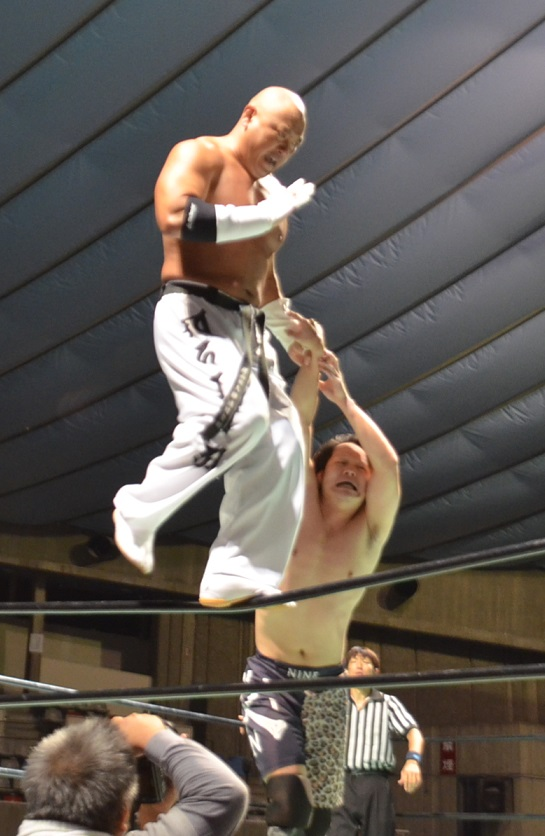
Shinzaki realizando el Ogami Watari en un evento de Michinoku Pro.

  - AJPW All Asia Tag Team Championship (1 vez) - con Hayabusa

- Michinoku Pro Wrestling
  - MPW Tohoku Tag Team Championship (4 veces) - con Último Dragón (1), GAINA (2) y Kesen Numajiro (1)
  - Michinoku Trios League (2005) - con The Great Sasuke & Kesen Numajiro
  - Futaritabi Tag Team League (1994) - con Super Delfín

- Pro Wrestling Illustrated
  - Situado en el Nº48 en los PWI 500 de 1995[9]
  - Situado en el Nº198 en los PWI 500 de 1996[10]
  - Situado en el Nº199 en los PWI 500 de 1997[11]
  - Situado en el Nº146 en los PWI 500 de 1998[12]
  - Situado en el Nº151 en los PWI 500 de 1999[13]
  - Situado en el Nº143 en los PWI 500 de 2000[14]
  - Situado en el Nº68 en los PWI 500 de 2001[15]
  - Situado en el Nº131 en los PWI 500 de 2002[16]
  - Situado en el Nº280 en los PWI 500 de 2003[17]
  - Situado en el N°196 en los PWI 500 de 2006[18]
  - Situado en el Nº209 dentro de los 500 mejores luchadores de la historia - PWI Years, 2003[19]

- Tokyo Sports Grand Prix
  - Principiante del año (1993) compartido con Shinjiro Otani